# Peter Gäng
Peter Gäng (* 19. September 1942 in Stettin) ist ein deutscher Philosoph, Indologe und politischer Aktivist.

## Leben und Wirken
Bis Anfang der 1960er Jahre arbeitete Gäng in seinem ursprünglich erlernten Beruf als Chemisch-Technischer Assistent. Nach dem Abitur am Abendgymnasium studierte er an der Freien Universität Berlin die Fächer Indologie, Philosophie und Sozialwissenschaften. Angesprochen von den klassischen indischen Texten wandte er sich als Student dem Buddhismus zu. „Der eigene Wunsch, buddhistischer Mönch zu werden und sich zum Studium der Texte zurückzuziehen, wird durch ein Ereignis über den Haufen geworfen. Die Selbstverbrennung eines vietnamesischen Mönches veranlaßt ihn, eine andere Haltung anzunehmen und sich politisch zu engagieren.“
Nachdem sich im Juni 1963 der vietnamesische Mönch Thích Quảng Đức in Saigon selbst verbrannte, um gegen die Unterdrückung der Buddhisten durch Präsident Ngô Đình Diệm zu protestieren, schloss sich Peter Gäng dem Sozialistischen Deutschen Studentenbund (SDS) an. Im SDS war er mit Jürgen Horlemann und Klaus Gilgenmann führend in dem Anfang 1965 gegründeten SDS-Arbeitskreises "Südvietnam".

## Positionen im SDS
1966 wurde Gäng zum zweiten Bundesvorsitzenden des SDS gewählt. Laut Der Spiegel bezeichnete man die von ihm geführte „revolutionäre Philosophen-Riege“ als die „Gäng-Gang“.
Nach der Schlacht am Tegeler Weg 1968 kam es zu einer Kontroverse über die Frage der Gewalt im politischen Kampf, gegen die sich einige der führenden Mitglieder aussprachen. „Die beiden SDS-Mitglieder Jürgen Horlemann und Peter Gäng hingegen verteidigen die Angriffsaktion. Während Horlemann meint, dass die bereits seit langer Zeit kriminalisierte Studentenopposition erkannt habe, dass man sich aus der scheinbar vorherbestimmten Rolle eines Justizopfers selbst befreien könne, spricht Gäng von einem ersten direkten Angriff auf den Staatsapparat. Damit sei die Machtfrage gestellt worden, wie sie in der Konfrontation an den Universitäten und in den Betrieben ebenfalls angesagt sei.“
Am 11. April 1968 wurde der Studentenführer Rudi Dutschke von Josef Bachmann in Berlin angeschossen. Viele gaben der Bild-Zeitung und ihrer Berichterstattung über Dutschke und die Studentenbewegung eine Mitschuld an dem Attentat. „Bild schoss mit!“, hieß es. Es folgten schwere Unruhen in West-Berlin und anderen Städten. Demonstranten versuchten das Springer-Haus in Berlin zu stürmen und setzten Bild-LKW in Brand. Die Hamburger Druckerei wurde belagert, um die Auslieferung von „Bild“ zu verhindern, die Bild-Redaktion in München wurde von Studenten verwüstet. Der daran beteiligte Peter Gäng sagte: „In unseren Aktionen gegen diese Maschinen, gegen Auslieferungen und gegen Gebäude müssen wir immer wieder demonstrieren, dass es uns hier darum geht, eine Manipulationsmaschine zu zerstören, dass wir nicht den Fehler wiederholen werden, den wir nach dem 2. Juni“ – als Benno Ohnesorg von einem Polizisten getötet worden war – „gemacht haben, nämlich abstrakt zu fordern: Enteignet Springer!, und nichts dafür zu tun.“

## Buddhismusforscher
Gäng promovierte über buddhistische Mystik und veröffentlichte mehrere Bücher zu buddhistischen Themen. Er ist ein Mitbegründer der Buddhistischen Akademie Berlin-Brandenburg und des Buddhistischen Studienverlages. Bekannt wurde er durch seine deutschen Übersetzungen tantrisch-buddhistischer Texte aus dem Sanskrit wie Caṇḍamahāroṣaṇatantra und Guhyasamājatantra.

## Veröffentlichungen (Auswahl)

### Bücher
- mit Jürgen Horlemann: Vietnam: Genesis eines Konflikts (Mit der DVD "Vietnam Herbst 68") Suhrkamp, Frankfurt/Main 2008 (Zuerst 1967, Edition Suhrkamp; 173), ISBN 978-3-518-41986-1.
- mit Reimut Reiche: Modelle der kolonialen Revolution: Beschreibung und Dokumente Frankfurt/M.: Suhrkamp 1967.
- Was ist Buddhismus? Frankfurt, New York (Campus), 1996
- Tantrischer Buddhismus. Experimentelle Mystik – radikale Sinnlichkeit. Berlin Theseus Verlag 2001 (ISBN 978-3-89620-155-3)

### Artikel
- „Vom antikapitalistischen Protest zur sozialistischen Politik“. In: neue kritik Nr. 71, 1967, S. 17–35 (mit Reimut Reiche)
- „Gier, Hass und Verblendung.“ In: Friedhelm Köhler, Friederike Migneco, Benedikt Maria Trappen: Freiheit, Bewusstheit, Verantwortlichkeit. Festschrift für Volker Zotz zum 60. Geburtstag. München: Edition Habermann 2016 (ISBN 978-3-96025-009-8)